# Qālīcheh
Qālīcheh (persiska: Qal‘eh Chegeh, قاليچه) är en ort i Iran.   Den ligger i provinsen Kermanshah, i den västra delen av landet, 500 km väster om huvudstaden Teheran. Qālīcheh ligger 771 meter över havet och antalet invånare är 568.
Terrängen runt Qālīcheh är kuperad åt sydväst, men åt nordost är den bergig. Runt Qālīcheh är det ganska tätbefolkat, med 72 invånare per kvadratkilometer. Närmaste större samhälle är Ozgoleh, 16,2 km sydväst om Qālīcheh. Omgivningarna runt Qālīcheh är i huvudsak ett öppet busklandskap.